# Lea Jakobsen
Lea Jakobsen (ur. 12 czerwca 1981 w Kopenhadze) – duńska wioślarka.

## Osiągnięcia
- Mistrzostwa Świata – Monachium 2007 – dwójka bez sternika – 10. miejsce[1].
- Mistrzostwa Świata – Poznań 2009 – dwójka podwójna – 10. miejsce[1].
- Mistrzostwa Europy – Montemor-o-Velho 2010 – dwójka podwójna – 8. miejsce[1].